# Футбол (украинский спортивный журнал)
Журнал «Футбол» выходит два раза в неделю (понедельник и четверг, примерно 104 номера в год), не считая спецвыпусков (5-6 в год) и книжных проектов («История чемпионатов мира» в девяти томах, «История чемпионатов Европы» в семи томах, «Германские дерби», «„Динамо“ — „Шахтёр“. 75 лет заклятой дружбы» и др.). В регулярном номере «Футбола» 24 страниц мелованной или газетной бумаги, формат А4.

## История
В Советском Союзе с 1960 года выходил и пользовался огромной популярностью (его тираж доходил до 3 млн экземпляров и искусственно ограничивался) еженедельник «Футбол». После развала СССР он автоматически остался в России, постепенное воздвижение границ не способствовало его проникновению в страну.
В 1996 году главный редактор газеты «Теленеделя» Елена Скачко выдвинула идею — почему бы не заняться изданием «Футбола» в стране? Разумная идея была подхвачена руководителем «Украинского Медиа Холдинга» Борисом Ложкиным, уже проводившим активную экспансию и распространявший зародившуюся в Харькове «Теленеделю» на всю Украину путём создания региональных предприятий.
В 2000-х годах тираж журнала «Футбол» более 90 тысяч экземпляров, также футбольная тематика освещалась в УМХ сайтом «Футбол.ua».
К 2019 году журнал выходил тиражом в 87 тысяч экземпляром при розничной цене в 10 гривен.
Вместе с другими печатными изданиями UMH прекратил издаваться 1 марта 2022 г. на фоне российского вторжения на Украину.
В сентябре 2023 года журнал "Футбола" стал выходить в формате самиздата. Главный редактор журнала Артём Франков скончался 31 октября 2023 года в Киеве после перенесённого инсульта.